# کاندینین، استرالیا غربی
کاندینین (به انگلیسی: Kondinin) یک شهرک در استرالیا است که در استرالیای غربی واقع شده‌است.